# Michel Jarrige
Pour les articles homonymes, voir Jarrige (homonymie).
Michel Jarrige est un auteur, agrégé d'histoire, docteur en histoire, diplômé en sciences religieuses et officier des Palmes académiques. Ses recherches portent essentiellement sur l’histoire de l’antimaçonnerie sous la Troisième République, ainsi que sur divers aspects de l'ésotérisme contemporain.

## Publications
- "L’Islam du VIIe au XVe siècle", Paris, Hachette junior, 1990.
- "L’Église et les francs-maçons dans la tourmente. Croisade de la revue « La Franc-maçonnerie démasquée », 1884-1899", préf. d'Émile Poulat, Paris, Éditions Arguments, 1999.
- "Antimaçonnerie et Action française à la Belle époque", Niherne, Éditions BCM, 2005.
- "L'Antimaçonnerie en France à la Belle époque. Personnalités, mentalités, structures et modes d’action des organisations antimaçonniques, 1899-1914", préface d'Émile Poulat ; avant-propos d'André Combes ; postface de Jacqueline Lalouette, Milano, Archè/Paris, Diffusion Edidit, 2006.
- "Antimaçonnerie et Hauts Grades, 1884-1939", Paris, SFERE, 2009.
- "L'Église et la Franc-Maçonnerie. Histoire des soupçons et du complot", Paris, Éditions Jean-Cyrille Godefroy, 2010.
- "Memphis-Misraim Une Voie d'Éveil Spirituel ? Enquête sur la Franc-Maçonnerie Égyptienne", Paris, Lulu.com, 2013.
- "Martinisme Initiatique et Traditionnel. Approches d'une Voie ésotérique du Cœur", Paris, Edilivre, 2017.
- Collaboration pour les articles concernant l'antimaçonnerie au "Dictionnaire de la Franc-Maçonnerie", sous la direction de Daniel Ligou, édition revue, corrigée et augmentée par Charles Porset et Dominique Morillon, Paris, PUF, 2006.